# Посольство Нігерії в Україні

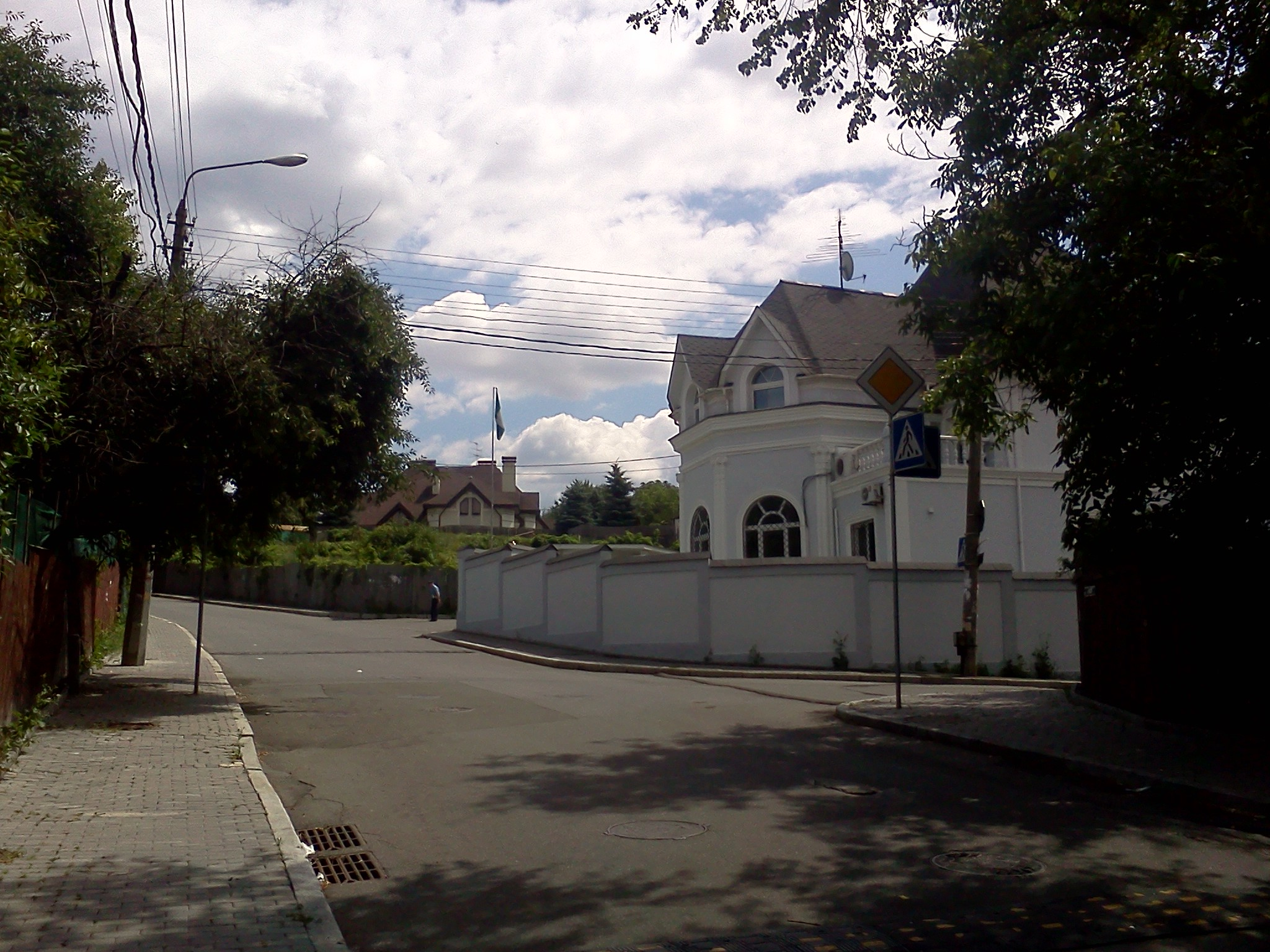
Колишня будівля посольства по вулиці Панфіловців, 36

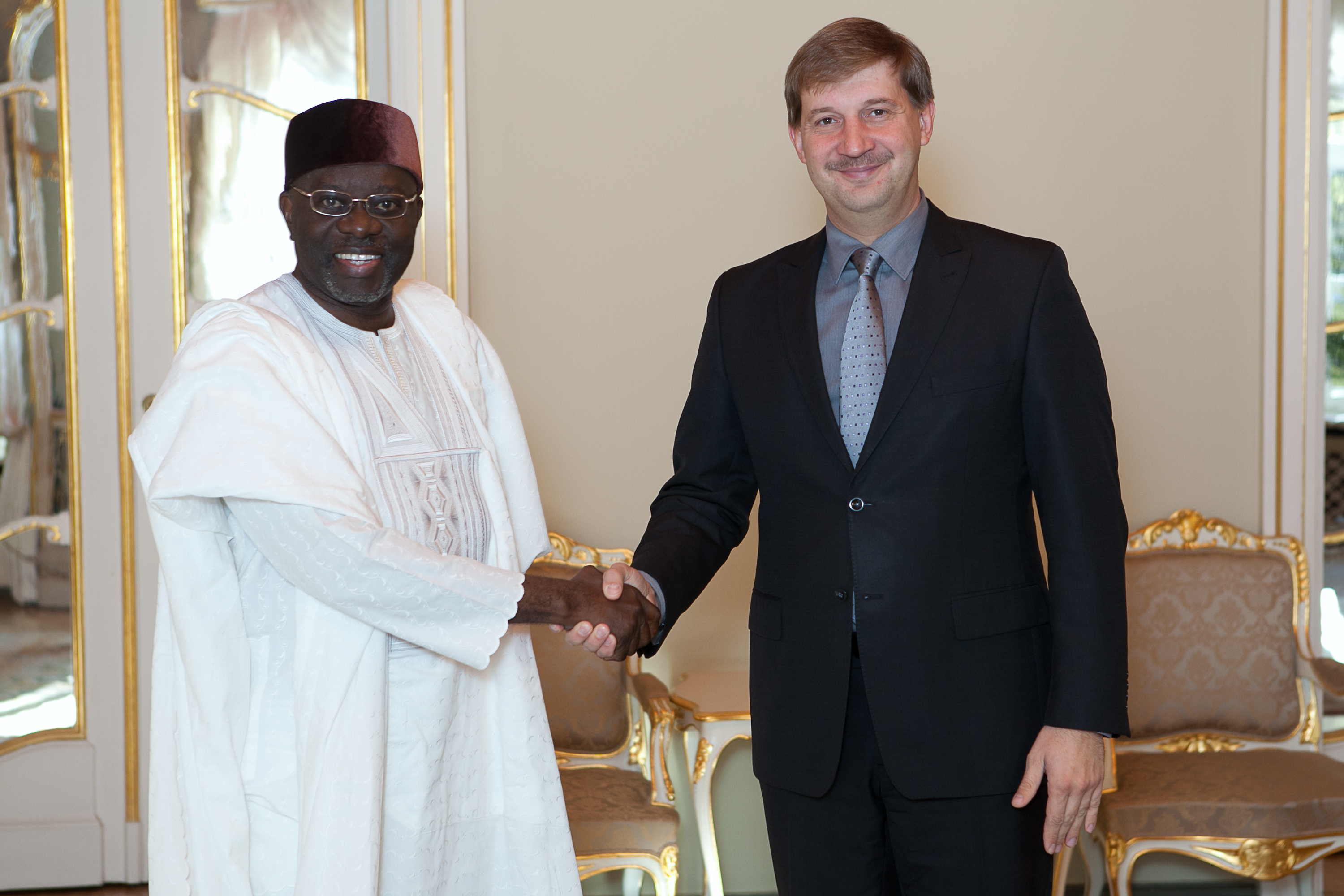
посол Франк Нгозі Ісох та латвійський політик Андрій Клеме́нтьєв

Посольство Нігерії в Україні — офіційне дипломатичне представництво Федеративної Республіки Нігерії в Україні, відповідає за розвиток та підтримання відносин між Нігерією та Україною, а також між Нігерією та Латвією, Литвою і Естонією.

## Історія посольства
Нігерія визнала незалежність України 11 березня 1992 року. Дипломатичні відносини були встановлені 10 грудня 1992 року шляхом підписання відповідного Протоколу послами двох країн у Російській Федерації.
10 серпня 1995 року Президентом України прийняте рішення про відкриття Посольства України в Нігерії. Діяльність Посольства України в Нігерії була започаткована у грудні 1999 року. Посольство Нігерії в Україні було відкрите в березні 2000 року. Воно працювало по вулиці Панфіловців, 36. У 2013 році переїхало на Васильківський провулок, 12.

## Надзвичайні та Повноважні Посли Нігерії в Україні
1. Нанна Альфред Джон (Nanna John) (2000—2004)
2. Ігнатіус Хекайре Аджуру (Ignatius Adzhuro) (2004—2008)
3. Ібрагім Пада Касай (Ibrahim Pada Kasai) (2008—2012)[1]
4. Франк Нгозі Ісох (Frank Ngozi Isoh) (2012—2014)[2][3]
5. пані Естер Джоел Сансува (Mrs. Esther Joel Sunsuwa) (2014—2018) т.п.
6. Мартін С.Адаму (Martin S.Adamy) (2018—2021) т.п.
7. Шіна Фатай Алеге (Shina Fatai Alege) (2021—)